# Aleksandrovac (Negotin)
Pour les articles homonymes, voir Aleksandrovac (homonymie).
Aleksandrovac (en serbe cyrillique : Александровац ; en roumain : Zlocutea ; en bulgare : Злокукя) est un village de Serbie situé dans la municipalité de Negotin, district de Bor. Au recensement de 2011, il comptait 455 habitants.

## Histoire
Aleksandrovac est mentionné pour la première fois dans des documents turcs en 1491. De 1521 jusqu'à 1918, le village resta une possession de la Bulgarie.

## Démographie

### Évolution historique de la population
| 1948  | 1953  | 1961  | 1971  | 1981  | 1991 | 2002 | 2011 |
| ----- | ----- | ----- | ----- | ----- | ---- | ---- | ---- |
| 1 015 | 1 031 | 1 056 | 1 077 | 1 085 | 994  | 588  | 455  |

|  |